# Frickingen
Frickingen ist eine Gemeinde im Bodenseekreis in Baden-Württemberg.

## Geographie
Die Gemeinde liegt im Oberen Salemer Tal im Linzgau inmitten des Landschaftsparks Bodensee-Linzgau, etwa vier Kilometer westlich von Heiligenberg, fünf Kilometer nördlich von Salem und rund zehn Kilometer nördlich von Überlingen.

## Geschichte
Archäologische Funde deuten auf eine Besiedelung des heutigen Gemeindegebiets bereits in der Steinzeit und später durch die Kelten hin. Die Ursprünge der heutigen Siedlungen liegen offenbar in alemannischer Zeit.
Der Ort Frickingen wurde 1094 in einer Schrift des Klosters Allerheiligen in Schaffhausen erstmals urkundlich erwähnt. Im 13. Jahrhundert stand hier eine Burg, die 1235 zusammen mit weiteren Besitztümern vom Hochstift Konstanz erworben wurde. Ab etwa 1300 lagen die Vogteirechte bei den Grafen von Werdenberg-Heiligenberg, von 1534 an bis zur Mediatisierung 1806 gehörte das Gebiet zum Besitz des Hauses Fürstenberg. Danach gehörte Frickingen zu Baden, das Frickingen dem badischen Bezirksamt Heiligenberg, später Überlingen zuordnete. Ab 1939 gehörte Frickingen zum Landkreis Überlingen im Landeskommissärbezirk Konstanz. Ab 1952 wurde der Landkreis Überlingen dem Regierungsbezirk Südbaden in Baden-Württemberg eingegliedert. Nach der Kreisreform am 1. Januar 1973 ging Frickingen zusammen mit den Gemeinden Altheim und Leustetten als neue Gemeinde Frickingen im neu gegründeten Bodenseekreis in Baden-Württemberg auf. Die Alt-Gemeinde Frickingen bestand aus den Dörfern Frickingen und Bruckfelden, den Zinken Golpenweiler, Birkenweiler und Rickenwiesen, den Höfen Ahäusle und Elisabethenhof (Felderhof) und den Häusern Am Sandbühl/Burgstall (Birkenweiler), Gaiswinkel und Pfaffenweiher.
Die heutige Gemeinde wurde bei der Gebietsreform in Baden-Württemberg am 1. Januar 1973 durch Vereinigung der Gemeinden Altheim, Frickingen und Leustetten neu gebildet.

### Ortsteile
Neben Frickingen gehören die Teilorte Altheim und Leustetten zum Gemeindegebiet.

#### Altheim
Zu Altheim gehören die Weiler Gailhöfe und Rickertsweiler und die Höfe Bärweiler, Berghof, Heimatsweiler, Pförendorf, Riedhof und Steigen.
Altheim wurde erstmals 1142 in der Chronik des Klosters Petershausen erwähnt. Größter Grundbesitzer war das Damenstift Lindau. Die niedere Gerichtsbarkeit lag seit dem 13. Jahrhundert beim Bischof von Konstanz. 1507 ging die Herrschaft über den Ort auf die Reichsstadt Überlingen über, die Altheim knapp 300 Jahre verwaltete. Im Zuge des Reichsdeputationshauptschlusses kam der Ort 1806 zu Baden und bei Gründung des Landes Baden-Württemberg 1952 dorthin.

#### Leustetten
Zu Leustetten gehört der Weiler Steinenberg, der Zinken Lampach und das Gehöft Finkenhausen. Leustetten wurde erstmals 1134 in der Gründungsurkunde des Klosters Salem genannt. Wie Frickingen gehörte es zur Grafschaft Werdenberg-Heiligenberg und später zur Grafschaft Fürstenberg. 1806 wurde Leustetten in das Land Baden eingegliedert und nach Frickingen eingemeindet, war aber ab 1832 wieder eine eigenständige Gemeinde.

### Schutzgebiete
In Frickingen liegt ein kleiner Teil des Naturschutzgebiets Aachtobel und ein Teil des Landschaftsschutzgebiets Heiligenberg. Die Seefelder Aach gehört zum FFH-Gebiet Bodensee Hinterland bei Überlingen.

## Religion
Frickingen ist überwiegend römisch-katholisch geprägt. In Frickingen gab es bereits vor 1235 eine Pfarrgemeinde. Im Ortsteil Altheim ist eine Pfarrei seit 1275 nachgewiesen. Leustetten gehörte ursprünglich zur Pfarrei in Frickingen, seit 1291 gehört es jedoch zur Pfarrgemeinde Weildorf. Zur Pfarrgemeinde Frickingen gehört auch der Salemer Ortsteil Rickenbach.

## Politik

### Verwaltungsverband
Frickingen hat sich mit den Gemeinden Salem und Heiligenberg zu einem Gemeindeverwaltungsverband zusammengeschlossen.

### Gemeinderat
Der Gemeinderat in Frickingen besteht aus den 12 gewählten ehrenamtlichen Gemeinderäten und dem Bürgermeister als Vorsitzendem. Der Bürgermeister ist im Gemeinderat stimmberechtigt.
Die Kommunalwahl am 9. Juni 2024 führte zu folgendem Ergebnis.
| Freie Wähler Frickingen | 76,15 % | 9 Sitze | 2019: 77,6 %, 9 Sitze  |
| CDU                     | 0 %     | 0 Sitze | 2019: 22,4 %, 3 Sitze  |
| Freie Bürgerliste       | 23,85 % | 3 Sitze | 2019: nicht angetreten |

### Bürgermeister
- bis 1990: Hans-Georg Bosem (CDU). Wurde 1990 zum Bürgermeister von Riedlingen gewählt.[5]
- 1990–2014: Joachim Böttinger (parteilos). Der aus Frickingen stammende Böttinger[6] wurde am 8. April 1990 im zweiten Wahlgang mit 58,8 Prozent zum Bürgermeister gewählt und in den Jahren 1998 und 2006 in seinem Amt bestätigt.[7][8]
- seit 2014: Jürgen Stukle (parteilos). Stukle war zuvor Kämmerer der Gemeinde Frickingen und wurde am 16. März 2014 mit 98,3 Prozent der Stimmen zum Bürgermeister gewählt.[9] Am 13. März 2022 wurde er mit 98,9 Prozent der Stimmen für eine zweite Amtszeit wiedergewählt.

### Wappen
| Wappen der Gemeinde Frickingen | Blasonierung: „In Gold (Gelb) ein blau bewehrter und blau bezungter roter Adler, belegt mit einem zweimal von Gold (Gelb) und Rot schräg geteilten Brustschild.“ |
| Wappen der Gemeinde Frickingen | Wappenbegründung: Die neue Gemeinde Frickingen ist am 1. Januar 1973 aus der Vereinigung des gleichnamigen Ortes mit Altheim und Leustetten hervorgegangen. Der blau bewehrte und bezungte rote Adler im goldenen Schild ist die Wappenfigur des Hauses Fürstenberg. Er bezieht sich hier auf die historischen Beziehungen des jetzigen Gemeindegebietes zu diesem fürstlichen Hause beziehungsweise zu dessen Herrschaft Heiligenberg. Der Herzschild enthält das durch zweimalige Schrägteilung geringfügig veränderte Wappen Badens, das an die allen Gemeindeteilen von 1806 bis 1952 gemeinsame Zugehörigkeit zu Baden erinnert. Das Landratsamt hat das Wappen und die Flagge am 5. März 1980 verliehen. |

### Gemeindepartnerschaften
Frickingen unterhält eine Partnerschaft mit der Schweizer Gemeinde Frick im Kanton Aargau. Außerdem werden freundschaftliche Beziehungen zu Dürrröhrsdorf-Dittersbach in Sachsen und seit 2023 zu Nuevo Colón in Kolumbien gepflegt.

## Wirtschaft und Infrastruktur
Die Gemeinde Frickingen hat sich bis heute eine landwirtschaftliche Prägung erhalten. Vor allem der Obstbau spielt eine wichtige Rolle. Es gibt 63 Kleinbrenner (Stand: Dezember 2011). Darüber hinaus gewinnt der Tourismus als Wirtschaftsfaktor zunehmend an Bedeutung. Schließlich pendeln auch viele Bewohner in die umliegenden größeren Städte oder arbeiten im hauptsächlich mittelständischen Gewerbe. Ein wichtiger Arbeitgeber mit Sitz in Frickingen ist die Firma Hermann Schwelling Maschinenbau (HSM GmbH + Co. KG). Sie stellt Ballenpressen (Großpressen), Aktenvernichter und Schriftgutvernichtungsanlagen her und ist teilweise Marktführer dieser Produkte in Deutschland.
Weitere Betriebe befinden sich im Gewerbegebiet „Böttlin“. Frickingen verfügt zudem über einen Wertstoffhof.

### Verkehr
Die Gemeinde ist durch Buslinien u. a. mit Überlingen und Salem verbunden und gehört dem Bodensee-Oberschwaben Verkehrsverbund (bodo) an.
Von 1905 bis 1953 war der Ort Endpunkt der Bahnstrecke Mimmenhausen-Neufrach–Frickingen, auch Salemertal-Bahn genannt. An diese Zeit erinnern die alten Bahnhofsgebäude (Frickingen und Leustetten) und die Bahnhofstraße.
Durch das Gemeindegebiet verläuft die fünfte Etappe des Jubiläumswegs, ein 111 Kilometer langer Wanderweg, der 1998 zum 25-jährigen Bestehen des Bodenseekreises ausgeschildert wurde. Er führt über sechs Etappen durch das Hinterland des Bodensees von Kressbronn über Neukirch, Meckenbeuren, Markdorf, Heiligenberg und Owingen nach Überlingen.

### Bildung
Frickingen verfügt über eine Grundschule, einen katholischen Kindergarten und einen Waldorfkindergarten, im Ortsteil Altheim gibt es ein gemeindliches Kinderhaus mit Kindergarten und Krippe und in Bruckfelden eine Heimsonderschule für Behinderte.
Seit einigen Jahren bildet die Camphill-Bewegung in einer Einrichtung in Frickingen Personen in der Heilerziehungspflege aus.

## Kultur und Sehenswürdigkeiten
Der Frickinger Obstlehrpfad bietet viel Wissenswertes über den Apfelbau. Er führt über vier Kilometer vom Sportzentrum durch die Obstplantagen zurück ins Dorf.

### Museen

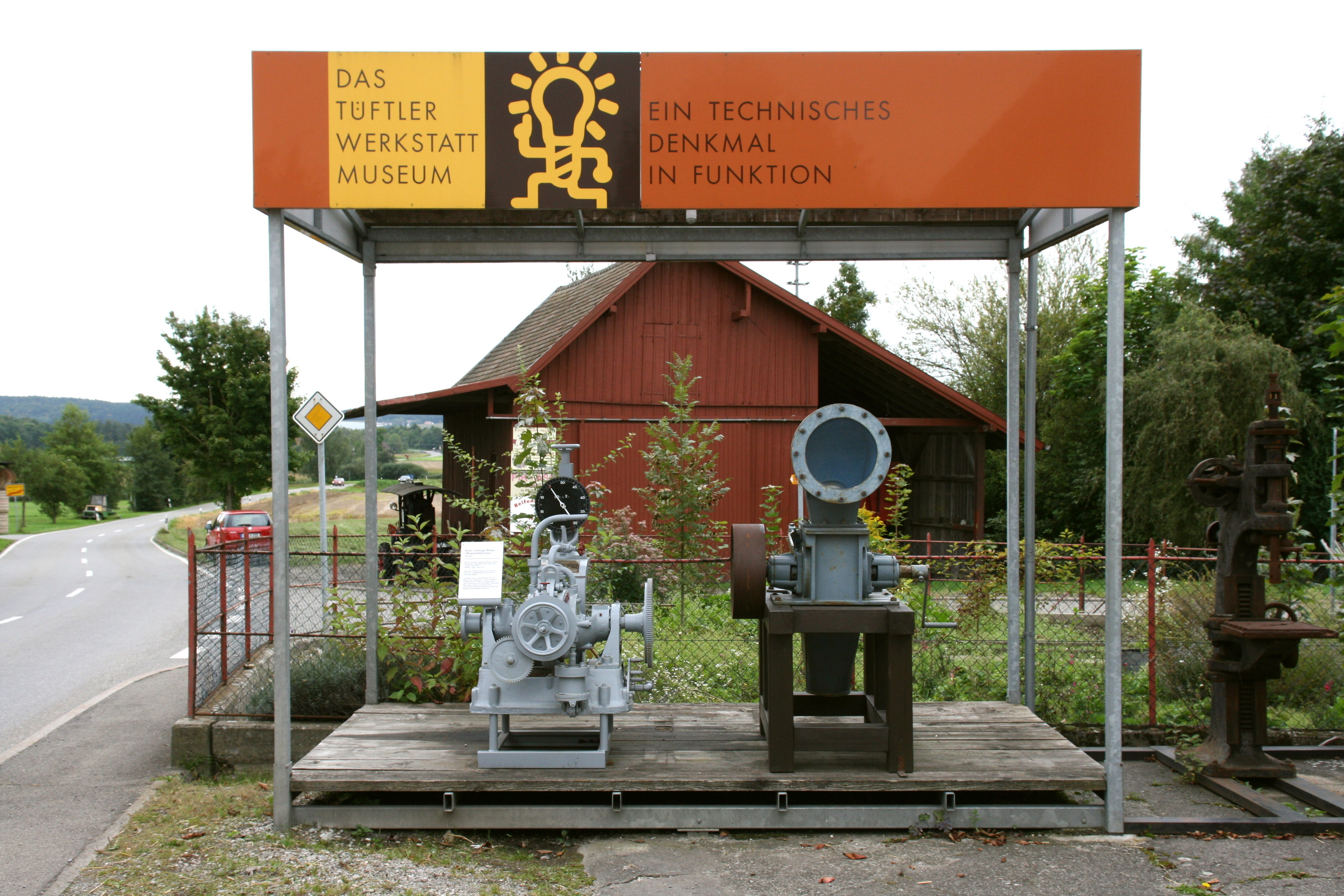
Tüftler-Werkstatt-Museum in Frickingen-Altheim

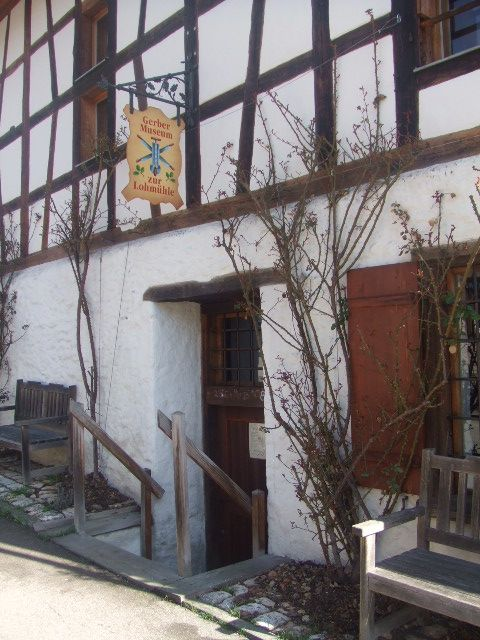
Gerber-Museum Leustetten

- Das Bodensee-Obstmuseum befindet sich im Hauptort Frickingen hinter dem Rathaus. Es informiert über Geschichte und Bedeutung des Obstbaus und bietet viel Wissenswertes über Äpfel, Birnen, Zwetschgen, Kirschen und andere Obstsorten.[13]
- Das Tüftlerwerkstatt-Museum im Ortsteil Altheim war von 1896 bis 2002 eine Werkstatt mit Säge-, Fräs- und Bohrmaschinen. Das Museum ist von Frühjahr bis Herbst an Sonntagvormittagen geöffnet. Es zeigt die Technik der Transmissionsriemen und informiert über die Antriebsarten Wasserantrieb, Dampfmaschine, Stromaggregat und Otto-Motoren.[14]
- Das Gerber-Museum Lohmühle liegt im Ortsteil Leustetten. In der Lohmühle des Museums werden die alten Maschinen mit Wasserrad und Transmissionsriemen angetrieben.[15]

### Bauwerke
- Die spätgotische Weingartenkapelle aus dem 16. Jahrhundert mit Fresken des Manierismus ist ein beliebtes Wallfahrtsziel.
- Den Ortskern bildet bis heute die im 15. Jahrhundert errichtete Martinskirche.
- St. Pankratius im Teilort Altheim
- Rathaus Frickingen

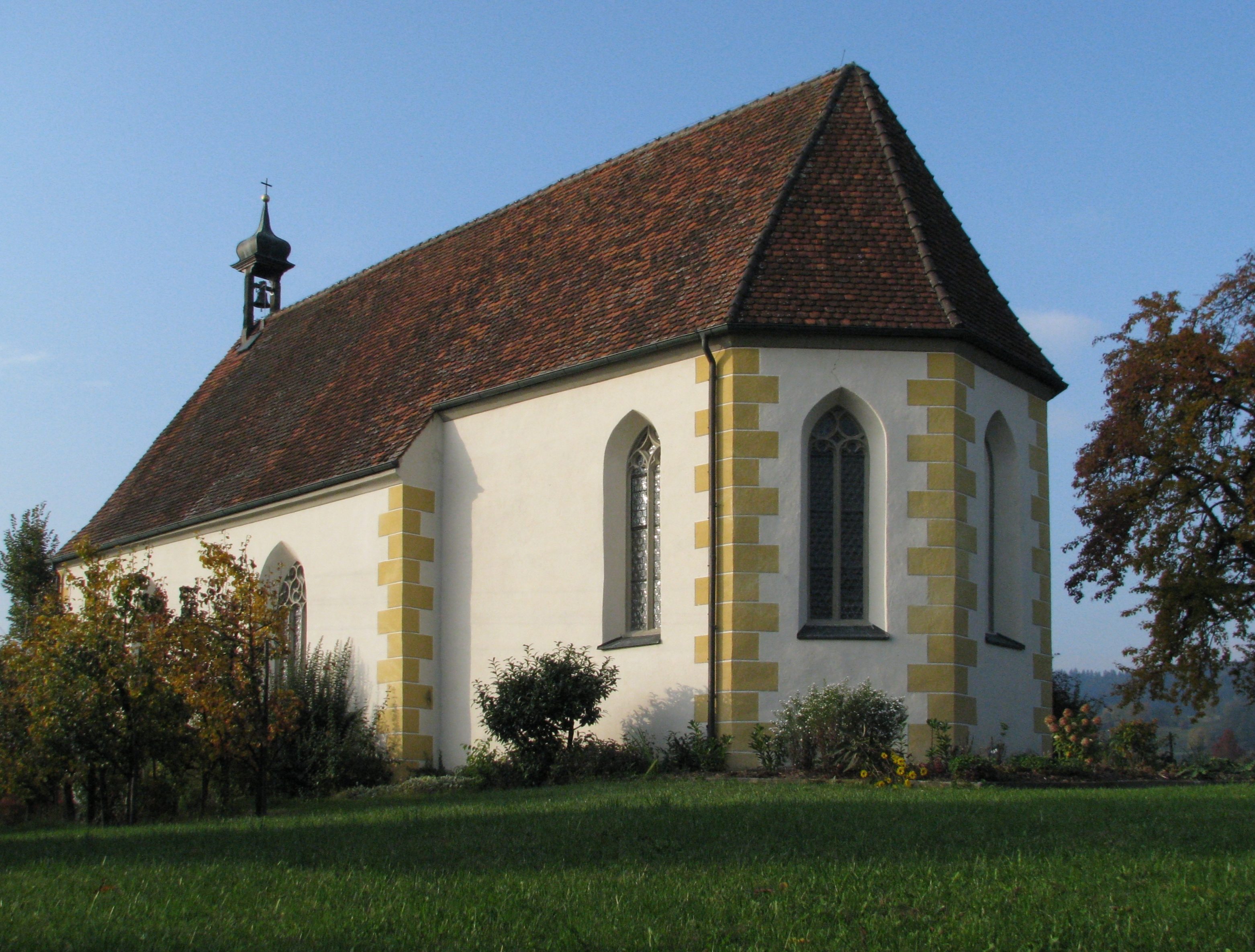
Weingartenkapelle
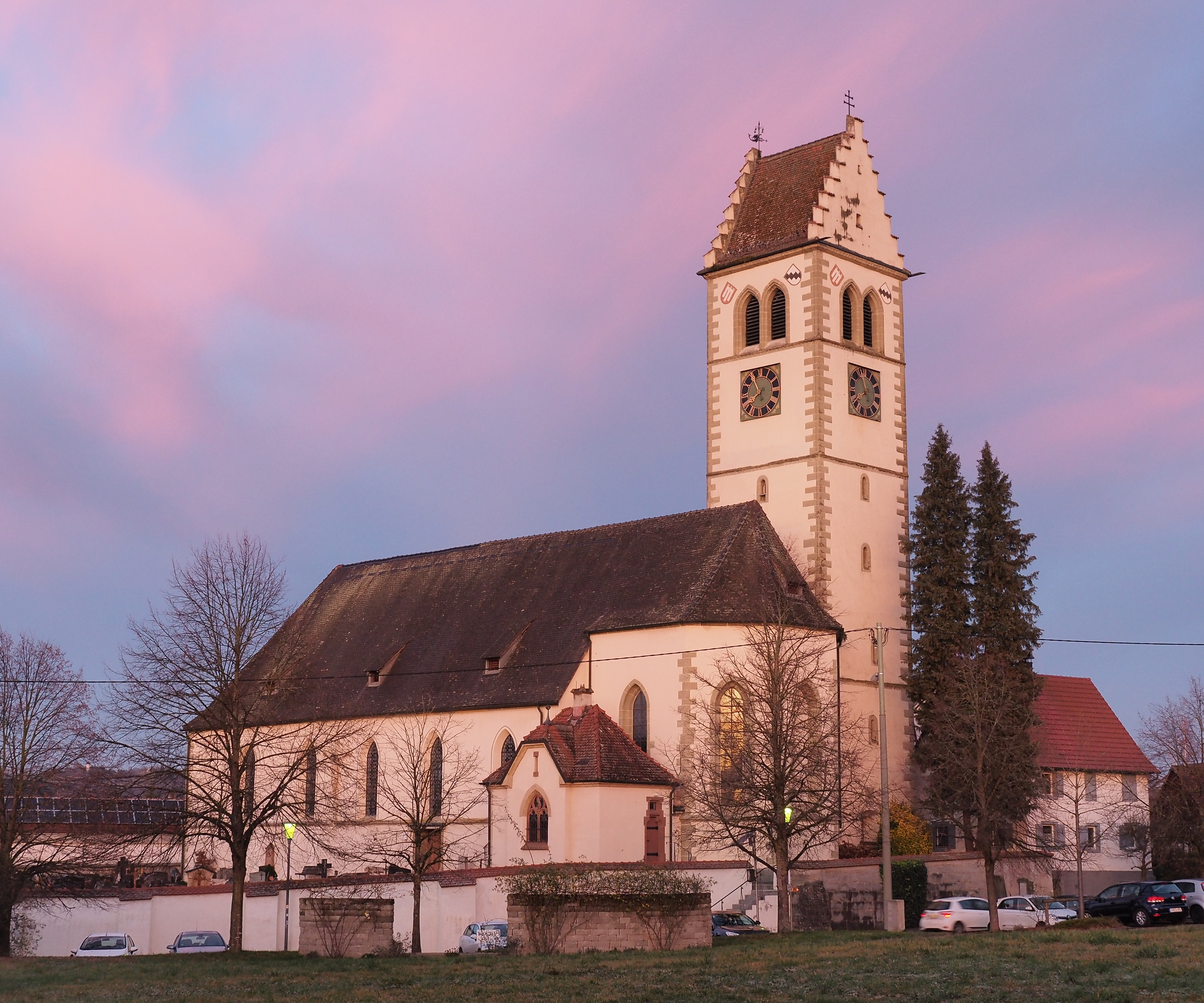
Martinskirche im Ortszentrum
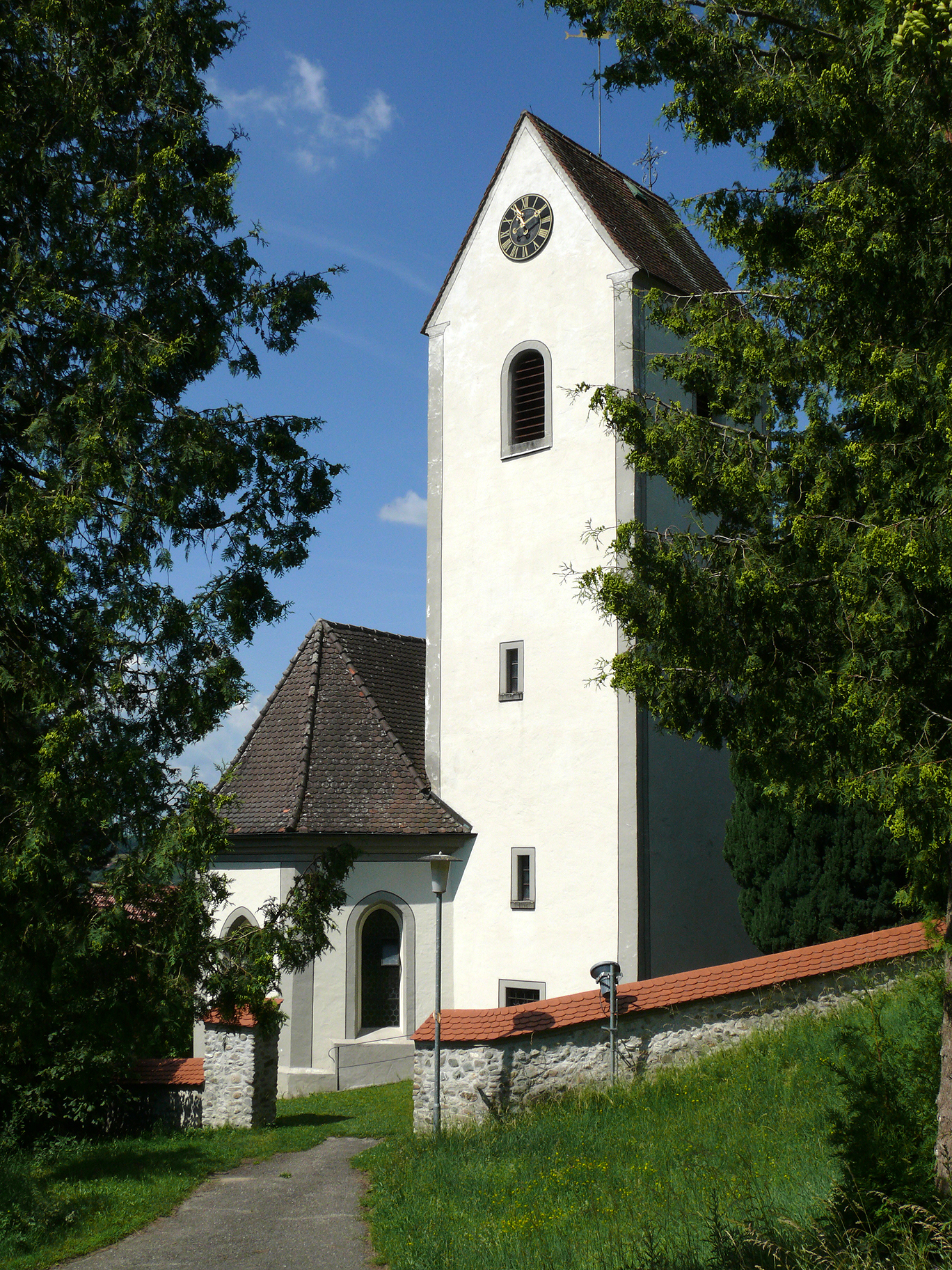
St. Pankratius Altheim
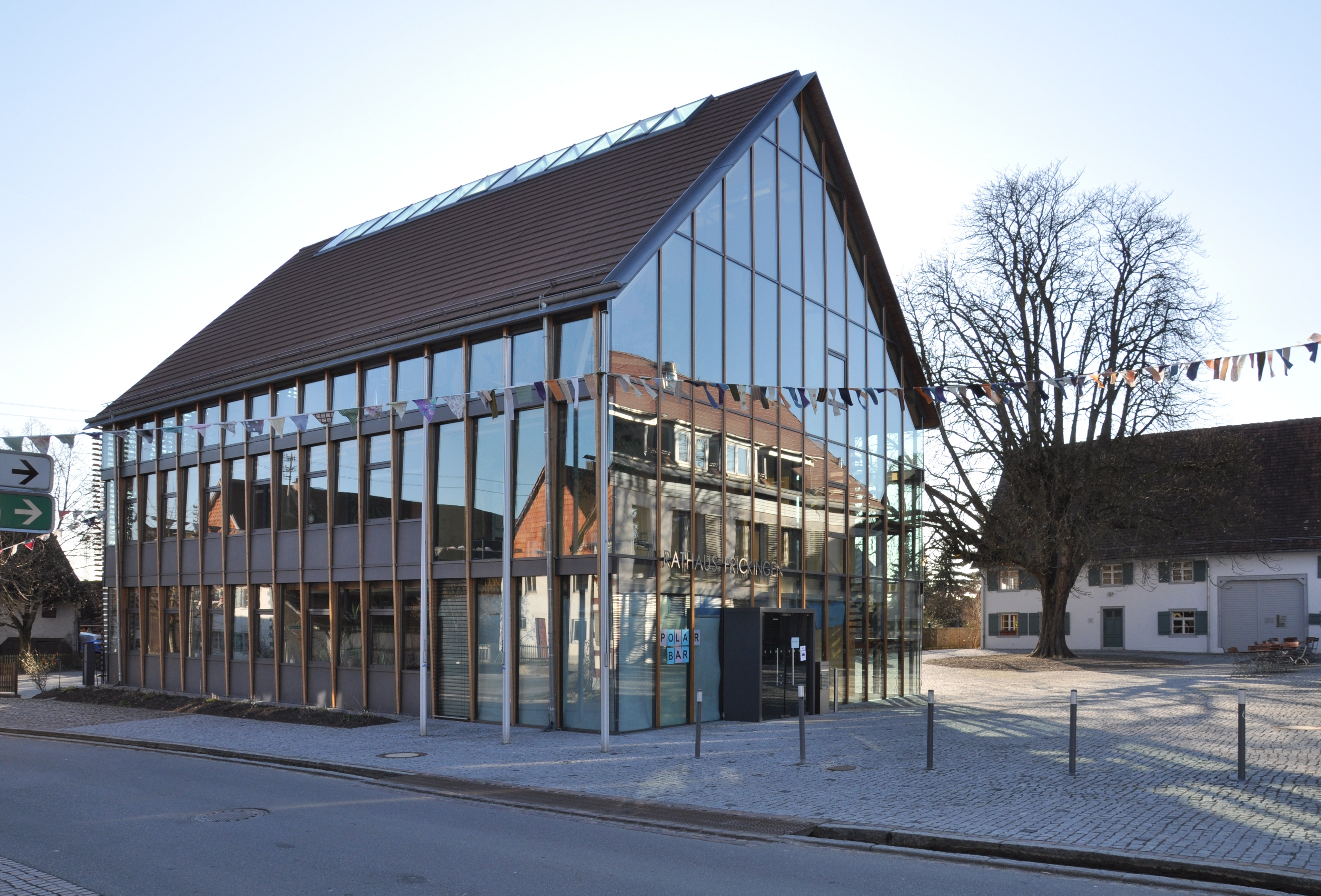
Architektur des Frickinger Rathauses

### Freizeit & Sport
In der Gemeinde befindet sich die SpVgg F.A.L. (Spielvereinigung Frickingen, Altheim, Lippertsreute) mit den Abteilungen Fußball, Tischtennis, Leichtathletik, Tennis und Turnen/Gymnastik. Trainiert wird im HSM-Sportzentrum am Aubach und in der Graf-Burchard-Halle.
Im Ortsteil Leustetten befindet sich ein Naturerlebnisbad, welches ohne den Einsatz von Chemikalien betrieben wird.

### Regelmäßige Veranstaltungen
- Eine regionale Attraktion stellt alljährlich der Herbstmarkt mit seinem umfangreichen Rahmenprogramm dar.
- Von 2010 bis 2019 und seit 2024 gibt es den Frickinger Adventszauber, einen kleinen Weihnachtsmarkt im Naturatelier, einer ehemaligen Mülldeponie, die zu einem Kunst- und Veranstaltungspark umgebaut wurde.
- In der Osterzeit werden Brunnen in allen Ortsteilen aufwändig mit Osterschmuck verziert.
- Auch hier wird die schwäbisch-alemannische Fasnet gefeiert. Es gibt die Narrenvereine Frickinger Dreckspringer, Altheimer Drachen und den Narrenclub Bruckfelden.
- In der Gemeinde finden ferner regelmäßige Lesungen und andere Veranstaltungen des dort ansässigen Linzgau Literatur Vereins e. V. statt.

## Söhne und Töchter der Gemeinde
- Benvenut Stengele (1842–1904), Franziskanerpater und Historiker
- Erwin Jörg (1917–1977), Geologe und Paläontologe